# Cecil Frances Alexander
Pour les articles homonymes, voir Alexander et Humphreys.
Cecil Frances Alexander (avril 1818 - 12 octobre 1895) est une écrivaine et une poète anglo-irlandaise. Elle a notamment écrit All Things Bright and Beautiful, There Is a Green Hill Far Away et le chant de Noël Once in Royal David's City.

## Biographie
Elle est née au 25 Eccles Street à Dublin. Elle est la troisième enfant et la deuxième fille du major John Humphreys de Norfolk (agent foncier du 4e comte de Wicklow et plus tard du deuxième marquis d'Abercorn) et de son épouse Elizabeth (née Reed). Elle commence à écrire des vers dans son enfance et est fortement influencée par le Dr Walter Hook, doyen de Chichester. Son travail religieux ultérieur est fortement influencé par ses contacts avec le mouvement d'Oxford et en particulier avec John Keble, qui a édité Hymns for Little Children, l'une de ses anthologies. Dans les années 1840, elle est déjà connue comme écrivain de cantiques et ses compositions sont bientôt incluses dans les recueils de cantiques de l'Église d'Irlande. Elle écrit également des poèmes lyriques, des poèmes narratifs et des traductions de poésie française au Dublin University Magazine sous divers pseudonymes,.
Son livre Hymns for Little Children atteint sa 69e édition avant la fin du XIXe siècle. Certains de ses hymnes, comme All Things Bright and Beautiful, There Is a Green Hill Far Away (musique par William Horsley) et le chant de Noël Once in Royal David's City sont connus des chrétiens du monde entier, tout comme son interprétation de la Prière de saint Patrick. Elle publie des Versets pour les saisons saintes (1846), Le Seigneur de la forêt et ses vassaux (1847) - une allégorie pour enfants - et des Hymnes pour petits enfants (1848).
À Strabane en octobre 1850, elle épouse le pasteur anglican William Alexander, qui est par la suite évêque de Derry et archevêque d'Armagh. Son mari écrit également plusieurs livres de poésie, dont le plus connu est St. Augustine's Holiday and other Poems. Elle a six ans de plus que lui, ce qui a beaucoup inquiété sa famille. Sa fille, Eleanor Jane Alexander, est également poète.
Elle participe à des œuvres de bienfaisance pendant une grande partie de sa vie. L'argent de ses premières publications aide à construire l'institution diocésaine pour sourds et muets de Derry et Raphoe, fondée à Strabane en 1846. Les bénéfices de Hymns for Little Children sont également reversés à l'école. Elle s'implique au Derry Home for Fallen Women et travaille à développer un service d'infirmières de district. Elle est « une infatigable visiteuse pour les pauvres et les malades ». Elle est critiquée, cependant, pour son approbation du système de classe, comme exprimé, par exemple, dans le troisième verset original de All Things Bright and Beautiful :
The rich man in his castle,

The poor man at his gate,

God made them high and lowly,

And ordered their estate.
Ce verset est habituellement omis des interprétations de l'hymne.
Sept hymnes écrits par Alexander sont incluses dans le numéro de 1873 du Church of Ireland Hymnal et dix-huit de ses œuvres sont présentes dans A Supplement to Hymns Ancient and Modern (1889). Ils continuent d'être bien acceptés, car neuf de ses œuvres figurent à la fois dans les éditions 1960 et 1987 de l'Hymnal. Un recueil posthume de ses poèmes est publié en 1896 par William Alexander, intitulé Poems of the late Mrs Alexander.

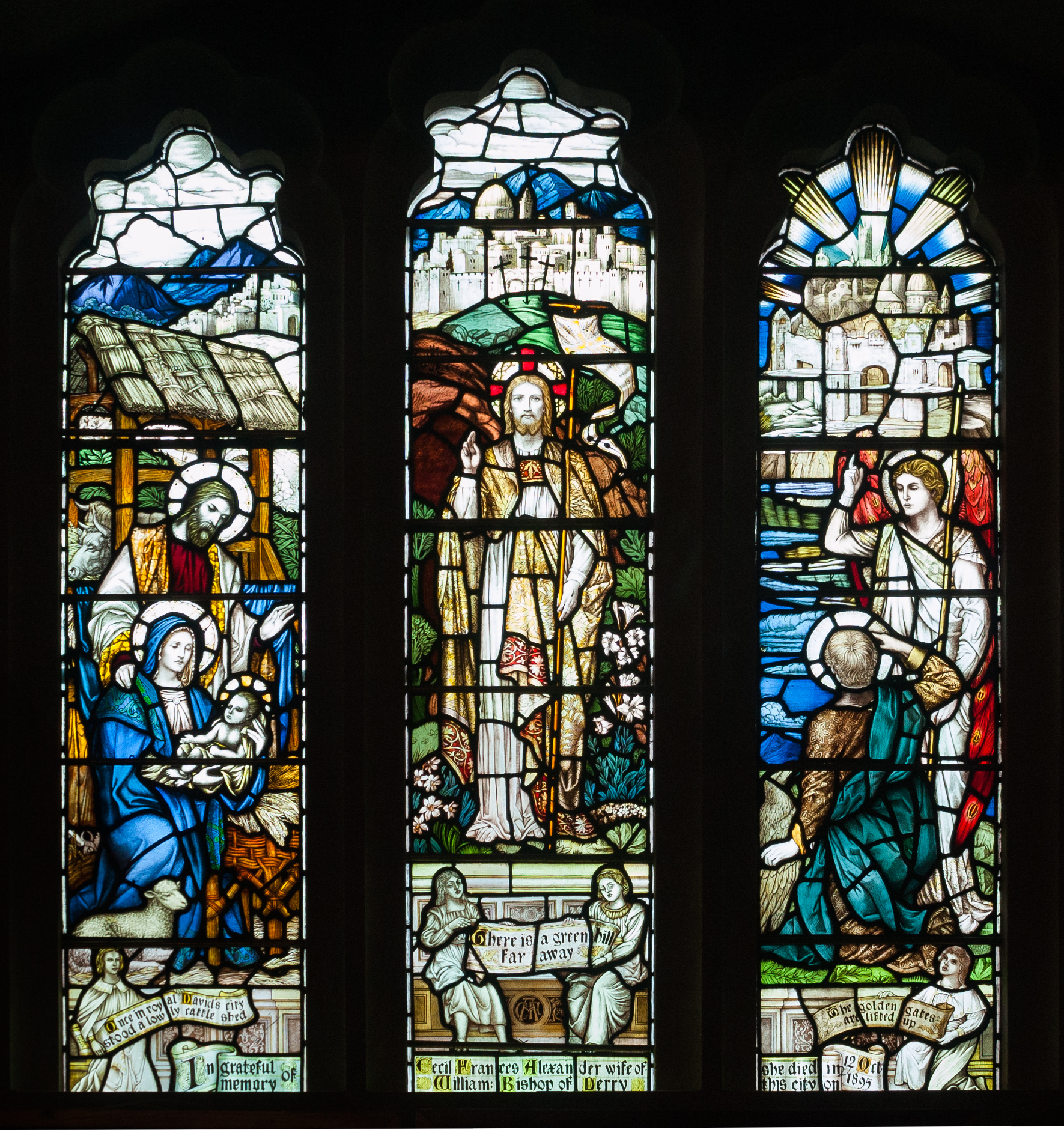
Vitrail à la mémoire de Cecil Frances Alexander, dans la cathédrale St Columb, Derry, Irlande du Nord.

En 1913, après la mort de son mari en 1911, un vitrail fabriqué par James Powell and Sons en sa mémoire est installé dans le vestibule nord de la cathédrale Saint-Columba à Derry, en Irlande du Nord, financé par une souscription publique,. Les trois lumières des fenêtres font référence à trois de ses hymnes et montrent des scènes correspondantes : Once in Royal David's City, There Is a Green Hill Far Away et The Golden Gates Are Lifted Up. L'une de ses belles œuvres est un poème de 4 strophes intitulé Fieldmouse.
Alexander meurt au palais épiscopal de Derry et est enterrée au cimetière de Derry City. Son mari est enterré à côté d'elle dans une tombe qui a été restaurée par les Amis de la cathédrale St Columba en 2006. Une plaque commémorative Blue plaque de l'Ulster History Circle est dévoilée en sa mémoire le 14 avril 1995 sur la rue Bishop,.

## Dans la culture populaire
Lukas Media LLC (FishFlix), a publié un documentaire Friends in Jesus DVD, The stories and Hymns of Cecil Frances Alexander and Joseph Scriven en 2011. Le documentaire de 45 minutes parle de la vie de Cecil Frances Alexander et de son influence sur les hymnes chrétiens.